# Larvivora ruficeps
Larvivora ruficeps é uma espécie de ave da família Muscicapidae.
Pode ser encontrada nos seguintes países: China e Malásia.
Os seus habitats naturais são: florestas temperadas e matagal de clima temperado.
Está ameaçada por perda de habitat.